# Accompagnato
Accompagnato is een Italiaanse muziekterm die begeleid betekent. Hiermee wordt bedoeld dat bijvoorbeeld een solostuk wordt begeleid door een orkest of een piano en dat het de bedoeling is dat de begeleiding zich zodanig opstelt dat het ook als een zodanig stuk herkenbaar is en dat de solist in muzikale zin gevolgd wordt, bijvoorbeeld door een zo accuraat mogelijke anticipatie op verschillende parameters in de muziek, zoals het tempo of de dynamiek. Dit is tegengesteld aan een tutti, waarin alle deelnemende musici een zodanige rol spelen dat van onderlinge begeleiding in deze mate geen sprake is. Een voorbeeld van een muzieksoort dat vaak accompagnato wordt opgevoerd, is het recitatief.